# Luststreifen
Luststreifen ist ein 2008 gegründetes LGBTI-Filmfestival, das jährlich in Basel in der Schweiz stattfindet.

## Geschichte
Das Festival wurde im Jahr 2008 in Basel nach Vorbild anderer Schweizer LGBTI-Filmfestivals von den habs queer basel gegründet. Es zählt heute neben dem Queersicht in Bern, dem PinkPanorama in Luzern, dem Pink Apple (Zürich & Frauenfeld) oder Everybody's Perfect  (Genf) zu den grösseren Anlässen seiner Art des Landes. Im Jahr 2018 zählte die Veranstaltung ungefähr 2'500 Besucher aus der ganzen Schweiz sowie Gäste aus England, Italien und Norwegen. 2018 wurde es in einen eigenen Verein überführt.

## Programm
Gemäss eigenen Angaben widmet sich das Festival jeweils Themen der Diversität, Gleichberechtigung und Genderfragen. Hierbei stellt es das Ziel dar, eine Diskussionsplattform zu etablieren, durch welche LGBTI-Fragen mehr Gehör und Sichtbarkeit verschafft werden kann.
Im Programm sind jeweils ungefähr vierzig Filme aufgelistet, die sich jedes Jahr einem anderen Oberthema widmen. Die gezeigten Filme und Werke sind dabei international ausgerichtet und beschränken sich nicht nur auf die Schweiz.